# 블라인드 테스트쇼 180도
블라인드 테스트쇼 180도는 매주 일요일 오전 9시 15분에 방송되던 문화방송의 텔레비전 프로그램이었다. 2013년 8월 18일 개편으로 폐지되었다.

## 기획 의도
-->

## 방송 시간
현재 방송 시간은 2013년 3월 24일을 기준으로 한다.
| 방송 채널 | 방송 기간                         | 방송 시간                            | 비고      |
| --------- | --------------------------------- | ------------------------------------ | --------- |
| MBC       | 2012년 10월 1일                   | 월요일 저녁 7:30 ~ 밤 8:55 (85분)    | 추석특집  |
| MBC       | 2013년 1월 15일 ~ 2013년 3월 12일 | 매주 화요일 밤 8:50 ~ 9:55 (65분)    | 정규 편성 |
| MBC       | 2013년 3월 24일 ~ 2013년 8월 18일 | 매주 일요일 오전 9:15 ~ 10:35 (80분) | 정규 편성 |

## 출연자
아래는 고정 출연자이다.
- 박미선
- 전현무
- 붐
- 김대호 : 진행(출연자 소개 등)

### 게스트
아래는 변동 게스트이다.
| 방송일          | 게스트                                                 |
| --------------- | ------------------------------------------------------ |
| 2013년 1월 15일 | 성대현, 이준, 황광희                                   |
| 2013년 1월 22일 | 성대현, 솔비, 조권                                     |
| 2013년 1월 29일 | 성대현, 케이윌, 효연                                   |
| 2013년 2월 5일  | 호란, 브라이언, 보라                                   |
| 2013년 2월 19일 | 데프콘, 이종현, 김숙, 후지타 사유리                    |
| 2013년 2월 26일 | 성대현, 임슬옹, 정진운, 김대호, 정종철(낚시의 달인)    |
| 2013년 3월 5일  | 성대현, 지상렬, 김나영, 빅토리아                       |
| 2013년 3월 12일 | 성대현, 지오, 나르샤, 김대호                           |
| 2013년 3월 24일 | 김대호, 성대현, 김흥국, 윤영미, 동지현                 |
| 2013년 3월 31일 | 신봉선, 황광희, 준호, 성대현, 하니                     |
| 2013년 4월 7일  | 홍석천, 성대현, 하일, 김재경                           |
| 2013년 4월 21일 | 성대현, 이계인, 박현빈, 박은지                         |
| 2013년 4월 28일 | 성대현, 김지선, Simon D, 니엘                          |
| 2013년 5월 5일  | 박준규, 성대현, 최홍만, 김동준                         |
| 2013년 5월 12일 | 성대현, 손호영, 이성미, 최홍만, 김동준, 박준규, 김대호 |
| 2013년 5월 19일 | 김대호, 성대현, 이성미, 손호영, 바로                   |
| 2013년 5월 26일 | 성대현, 서경석, 샘 해밍턴, 손진영                      |
| 2013년 6월 2일  | 서경석, 샘 해밍턴, 손진영, 이성미, 바로                |
| 2013년 6월 9일  | Jun. K, 닉쿤, 우영, 찬성                               |
| 2013년 6월 16일 | 장윤정, 주영훈, 이윤미                                 |
| 2013년 6월 23일 | 토니안, 김재덕, 강예빈, 엠블랙, 레인보우, B1A4         |
| 2013년 6월 30일 | 토니안, 김재덕, 강예빈, 산들                           |
| 2013년 7월 7일  | 후지타 사유리, 정진운, 고우리, 니엘                    |
| 2013년 7월 14일 | 엠블랙, 레인보우, B1A4                                 |
| 2013년 7월 21일 | 김정민, 김현철, 홍진영, 손진영                         |
| 2013년 7월 28일 | 주영훈, 이윤미, 홍석천, ZE:A                           |
| 2013년 8월 4일  | 김정민, 홍석천, 주영훈, 이윤미, 허가윤, 권소현, 존 박  |
| 2013년 8월 11일 | 김정민, 홍석천, 주영훈, 이윤미, 황광희, 문준영         |
| 2013년 8월 18일 | 스페셜 방송                                            |

## 시청률

### 2013년
| 회차 | 방송일          | 시청률     | 시청률    |
| 회차 | 방송일          | TNmS(전국) | AGB(전국) |
| ---- | --------------- | ---------- | --------- |
| 1회  | 2013년 1월 15일 | -          | 6.1%      |
| 2회  | 2013년 1월 22일 | -          | 7.0%      |
| 3회  | 2013년 1월 29일 | -          | 6.7%      |
| 4회  | 2013년 2월 5일  | 7.2%       | 7.3%      |
| 5회  | 2013년 2월 19일 | 6.5%       | 5.6%      |
| 6회  | 2013년 2월 26일 | -          | 6.2%      |
| 7회  | 2013년 3월 5일  | -          | 5.9%      |
| 8회  | 2013년 3월 12일 | -          | 4.7%      |
| 9회  | 2013년 3월 24일 | -          | -         |
| 10회 | 2013년 3월 31일 | -          | -         |
| 11회 | 2013년 4월 7일  | -          | 5.1%      |
| 12회 | 2013년 4월 21일 | -          | 4.1%      |
| 13회 | 2013년 4월 28일 | -          | 4.1%      |
| 14회 | 2013년 5월 5일  | -          | 4.4%      |
| 15회 | 2013년 5월 12일 | -          | 4.2%      |
| 16회 | 2013년 5월 19일 | -          | 4.6%      |
| 17회 | 2013년 5월 26일 | -          | 6.5%      |
| 18회 | 2013년 6월 2일  | -          | 5.4%      |
| 19회 | 2013년 6월 9일  | -          | 4.7%      |
| 20회 | 2013년 6월 16일 | -          | 6.1%      |
| 21회 | 2013년 6월 23일 | -          | 4.7%      |
| 22회 | 2013년 6월 30일 | -          | 4.6%      |
| 23회 | 2013년 7월 7일  | -          | 5.5%      |
| 24회 | 2013년 7월 14일 | -          | 4.0%      |
| 25회 | 2013년 7월 21일 | -          | 5.9%      |
| 26회 | 2013년 7월 28일 | -          | 4.2%      |
| 27회 | 2013년 8월 4일  | -          | 5.3%      |
| 28회 | 2013년 8월 11일 | -          | 5.2%      |
| 29회 | 2013년 8월 18일 | -          | 4.6%      |

## 시청 등급
- 3회 방송분부터 15세 시청가로 상향조정되었다.

## 결방 사유
2013년 2월 12일 : MBC 뉴스데스크 확대 편성